# Düsseldorfer Turn- und Sportverein Fortuna 1895 2021-2022
Questa voce raccoglie le informazioni riguardanti il Düsseldorfer Turn- und Sportverein Fortuna 1895 nelle competizioni ufficiali della stagione 2021-2022.

## Stagione
Nella stagione 2021-2022 il Fortuna Düsseldorf, allenato da Christian Preußer e Daniel Thioune, concluse il campionato di 2. Bundesliga al 10º posto. In Coppa di Germania il Fortuna Düsseldorf fu eliminato al secondo turno dall'Hannover 96.

## Rosa
| N. |                     | Ruolo | Calciatore          |
| -- | ------------------- | ----- | ------------------- |
| 1  | Germania (bandiera) | P     | Raphael Wolf        |
| 3  | Germania (bandiera) | D     | Andre Hoffmann      |
| 4  | Giappone (bandiera) | C     | Ao Tanaka           |
| 5  | Austria (bandiera)  | D     | Christoph Klarer    |
| 6  | Germania (bandiera) | C     | Edgar Prib          |
| 7  | Germania (bandiera) | D     | Florian Hartherz    |
| 8  | Polonia (bandiera)  | C     | Jakub Piotrowski    |
| 10 | Germania (bandiera) | A     | Daniel Ginczek      |
| 11 | Germania (bandiera) | A     | Felix Klaus         |
| 12 | Svezia (bandiera)   | A     | Kristoffer Peterson |
| 13 | Germania (bandiera) | C     | Adam Bodzek         |
| 15 | Germania (bandiera) | P     | Kai Eisele          |
| 18 | Germania (bandiera) | C     | Thomas Pledl        |
| 19 | Germania (bandiera) | A     | Emmanuel Iyoha      |
| 20 | Germania (bandiera) | A     | Khaled Narey        |
| 21 | Germania (bandiera) | P     | Dennis-Adam Gorka   |
| 22 | Grecia (bandiera)   | D     | Leonardo Koutrīs    |
| 23 | Germania (bandiera) | C     | Shinta Appelkamp    |

| N. |                        | Ruolo | Calciatore          |
| -- | ---------------------- | ----- | ------------------- |
| 25 | Germania (bandiera)    | D     | Matthias Zimmermann |
| 28 | Germania (bandiera)    | A     | Rouwen Hennings     |
| 30 | Paesi Bassi (bandiera) | D     | Jordy de Wijs       |
| 31 | Germania (bandiera)    | C     | Marcel Sobottka     |
| 32 | Slovacchia (bandiera)  | A     | Róbert Boženík      |
| 33 | Germania (bandiera)    | P     | Florian Kastenmeier |
| 34 | Francia (bandiera)     | D     | Nicolas Gavory      |
| 35 | Germania (bandiera)    | C     | Daniel Bunk         |
| 36 | Germania (bandiera)    | D     | Nikell Touglo       |
| 37 | Germania (bandiera)    | D     | David Savic         |
| 38 | Croazia (bandiera)     | A     | Davor Lovren        |
| 41 | Giappone (bandiera)    | D     | Takashi Uchino      |
| 42 | Germania (bandiera)    | C     | Tim Köther          |
| 43 | Germania (bandiera)    | A     | Marcel Mansfeld     |
| 46 | Germania (bandiera)    | D     | Tim Oberdorf        |
| 47 | Germania (bandiera)    | A     | Lex-Tyger Lobinger  |
| 48 | Germania (bandiera)    | C     | Phil-Thierri Sieben |

## Organigramma societario
Area tecnica
- Allenatore: Daniel Thioune
- Allenatore in seconda: Jan Hoepner, Manfred Stefes
- Preparatore dei portieri: Christoph Semmler
- Preparatori atletici: Andreas Gross

## Calciomercato

### Sessione estiva
| Acquisti | Acquisti          | Acquisti          | Acquisti |
| R.       | Nome              | da                | Modalità |
| -------- | ----------------- | ----------------- | -------- |
| A        | Róbert Boženík    | Feyenoord         |          |
| C        | Dragoș Nedelcu    | FCSB              |          |
| A        | Khaled Narey      | Amburgo           |          |
| C        | Nicklas Shipnoski | Saarbrücken       |          |
| C        | Ao Tanaka         | Kawasaki Frontale |          |

| Cessioni | Cessioni         | Cessioni         | Cessioni |
| R.       | Nome             | a                | Modalità |
| -------- | ---------------- | ---------------- | -------- |
| C        | Kelvin Ofori     | Paderborn        |          |
| D        | Gökhan Gül       | Gençlerbirliği   |          |
| A        | Brandon Borrello | Dinamo Dresda    |          |
| D        | Kevin Danso      | Augusta          |          |
| C        | Tim Köther       | F. Düsseldorf II |          |
| D        | Luka Krajnc      | Frosinone        |          |
| P        | Anton Mitrjuškin | Dinamo Dresda    |          |
| D        | Michel Stöcker   | Holstein Kiel II |          |
| D        | Boris Tomiak     | Kaiserslautern   |          |

### Sessione invernale
| Acquisti | Acquisti       | Acquisti       | Acquisti |
| R.       | Nome           | da             | Modalità |
| -------- | -------------- | -------------- | -------- |
| D        | Jordy de Wijs  | QPR            |          |
| A        | Daniel Ginczek | Wolfsburg      |          |
| D        | Nicolas Gavory | Standard Liegi |          |

| Cessioni | Cessioni          | Cessioni         | Cessioni |
| R.       | Nome              | a                | Modalità |
| -------- | ----------------- | ---------------- | -------- |
| C        | Dragoș Nedelcu    | FCSB             |          |
| A        | Dawid Kownacki    | Lech Poznań      |          |
| C        | Nicklas Shipnoski | Jahn Ratisbona   |          |
| D        | Jamil Siebert     | Viktoria Colonia |          |

## Risultati

### 2. Bundesliga

#### Girone di andata
| Arbitro: | Siewer |

|  |           |                          |
|  | Marcatori | 56’, 62’ (rig.) Hennings |

| Arbitro: | Schlager |

|                        |           |                                       |
| Hennings 47’ Narey 90’ | Marcatori | 39’, 64’ Sargent 90’ (rig.) Eggestein |

| Arbitro: | Schröder |

|                                    |           |  |
| Schindler 58’ Valentini 90’ (rig.) | Marcatori |  |

| Arbitro: | Heft |

|                        |           |                          |
| Narey 40’ Peterson 87’ | Marcatori | 5’ Mühling 65’ Skrzybski |

| Arbitro: | Hartmann |

|                             |           |               |
| Bülter 15’ Terodde 46’, 90’ | Marcatori | 12’ Appelkamp |

| Arbitro: | Aarnink |

|  |           |                     |
|  | Marcatori | 29’ (rig.) Hennings |

| Arbitro: | Osmers |

|             |           |                |
| Boženík 33’ | Marcatori | 18’ Besuschkow |

| Arbitro: | Siewer |

|                 |           |                             |
| Kaya 90’ (rig.) | Marcatori | 57’ Hoffmann 74’ Zimmermann |

| Arbitro: | Jablonski |

|                          |           |                           |
| Hennings 34’, 59’ (rig.) | Marcatori | 9’, 61’ Michel 83’ Platte |

| Arbitro: | Dingert |

|             |           |             |
| Glatzel 19’ | Marcatori | 71’ Boženík |

| Arbitro: | Brych |

|                                      |           |              |
| Heise 9’ (aut.) Klarer 51’ Narey 62’ | Marcatori | 22’ Wanitzek |

| Arbitro: | Siebert |

|                             |           |           |
| Behrens 20’ Bahn 73’ (rig.) | Marcatori | 57’ Narey |

| Arbitro: | Kampka |

|           |           |             |
| Klarer 6’ | Marcatori | 90’ Muslija |

| Arbitro: | Jöllenbeck |

|                     |           |  |
| Daferner 43’ (rig.) | Marcatori |  |

| Arbitro: | Bacher |

|  |           |              |
|  | Marcatori | 90’ Leipertz |

| Arbitro: | Aarnink |

|                  |           |                             |
| Tietz 85’ (rig.) | Marcatori | 16’, 41’ Hennings 76’ Narey |

| Arbitro: | Siewer |

|              |           |            |
| Hennings 68’ | Marcatori | 47’ Hartel |

#### Girone di ritorno
| Arbitro: | Osmers |

|  |           |             |
|  | Marcatori | 7’ Testroet |

| Arbitro: | Reichel |

|                               |           |  |
| Füllkrug 66’, 87’ Ducksch 80’ | Marcatori |  |

| Arbitro: | Hartmann |

|  |           |               |
|  | Marcatori | 2’ Tempelmann |

| Arbitro: | Alt |

|             |           |  |
| Sterner 90’ | Marcatori |  |

| Arbitro: | Osmers |

|                        |           |            |
| Narey 47’ Hennings 56’ | Marcatori | 42’ Idrizi |

| Arbitro: | Schröder |

|                                     |           |           |
| Hennings 5’, 90’ Ginczek 51’ (rig.) | Marcatori | 77’ Owusu |

| Ratisbona 27 febbraio 2022, ore 13:30 CET 24ª giornata | Jahn Ratisbona | 0 – 0 referto | Fortuna Düsseldorf | Jahnstadion Regensburg (6 319 spett.)\| Arbitro: \| Gerach \| |
| Arbitro:                                               | Gerach         |               |                    |                                                               |

| Arbitro: | Jablonski |

|                                     |           |  |
| Ginczek 4’ Zimmermann 35’ Narey 50’ | Marcatori |  |

| Arbitro: | Bacher |

|                  |           |              |
| Schallenberg 90’ | Marcatori | 43’ Hartherz |

| Arbitro: | Fritz |

|            |           |             |
| Bodzek 85’ | Marcatori | 90’ Glatzel |

| Arbitro: | Siewer |

|                                 |           |                          |
| Wanitzek 65’ (rig.) Hofmann 83’ | Marcatori | 31’ Ginczek 38’ Hennings |

| Arbitro: | Stegemann |

|                                    |           |  |
| Tanaka 13’ Appelkamp 64’ Narey 90’ | Marcatori |  |

| Hannover 16 aprile 2022, ore 13:30 CEST 30ª giornata | Hannover 96 | 0 – 0 referto | Fortuna Düsseldorf | HDI Arena (17 200 spett.)\| Arbitro: \| Stieler \| |
| Arbitro:                                             | Stieler     |               |                    |                                                    |

| Arbitro: | Petersen |

|                           |           |                            |
| Appelkamp 26’ de Wijs 31’ | Marcatori | 71’ Will 80’ Königsdörffer |

| Arbitro: | Günsch |

|            |           |                                     |
| Malone 47’ | Marcatori | 20’ Piotrowski 32’ Klaus 56’ Klarer |

| Arbitro: | Badstübner |

|                         |           |                  |
| Iyoha 3’ Zimmermann 10’ | Marcatori | 60’ (rig.) Kempe |

| Arbitro: | Jöllenbeck |

|                         |           |  |
| Hartel 65’ Dźwigała 83’ | Marcatori |  |

### Coppa di Germania
| Arbitro: | Jablonski |

|  |           |                                                                             |
|  | Marcatori | 13’, 61’ (rig.) Hennings 23’ (aut.) Abbes 26’ (rig.) Kownacki 70’ Shipnoski |

| Arbitro: | Badstübner |

|                         |           |  |
| Kerk 30’ Beier 90’, 90’ | Marcatori |  |

## Statistiche

### Statistiche di squadra
| Competizione      | Punti | In casa | In casa | In casa | In casa | In casa | In casa | In trasferta | In trasferta | In trasferta | In trasferta | In trasferta | In trasferta | Totale | Totale | Totale | Totale | Totale | Totale | DR |
| Competizione      | Punti | G       | V       | N       | P       | Gf      | Gs      | G            | V            | N            | P            | Gf           | Gs           | G      | V      | N      | P      | Gf     | Gs     | DR |
| ----------------- | ----- | ------- | ------- | ------- | ------- | ------- | ------- | ------------ | ------------ | ------------ | ------------ | ------------ | ------------ | ------ | ------ | ------ | ------ | ------ | ------ | -- |
| 2. Bundesliga     | 44    | 17      | 6       | 6       | 5       | 28      | 21      | 17           | 5            | 5            | 7            | 17           | 21           | 34     | 11     | 11     | 12     | 45     | 42     | +3 |
| Coppa di Germania | -     | 0       | 0       | 0       | 0       | 0       | 0       | 2            | 1            | 0            | 1            | 5            | 3            | 2      | 1      | 0      | 1      | 5      | 3      | +2 |
| Totale            | 44    | 17      | 6       | 6       | 5       | 28      | 21      | 19           | 6            | 5            | 8            | 22           | 24           | 36     | 12     | 11     | 13     | 50     | 45     | +5 |

### Andamento in campionato
| Giornata  | 1 | 2 | 3  | 4  | 5  | 6  | 7  | 8  | 9  | 10 | 11 | 12 | 13 | 14 | 15 | 16 | 17 | 18 | 19 | 20 | 21 | 22 | 23 | 24 | 25 | 26 | 27 | 28 | 29 | 30 | 31 | 32 | 33 | 34 |
| --------- | - | - | -- | -- | -- | -- | -- | -- | -- | -- | -- | -- | -- | -- | -- | -- | -- | -- | -- | -- | -- | -- | -- | -- | -- | -- | -- | -- | -- | -- | -- | -- | -- | -- |
| Luogo     | T | C | T  | C  | T  | T  | C  | T  | C  | T  | C  | T  | C  | T  | C  | T  | C  | C  | T  | C  | T  | C  | C  | T  | C  | T  | C  | T  | C  | T  | C  | T  | C  | T  |
| Risultato | V | P | P  | N  | P  | V  | N  | V  | P  | N  | V  | P  | N  | P  | P  | V  | N  | P  | P  | P  | P  | V  | V  | N  | V  | N  | N  | N  | V  | N  | N  | V  | V  | P  |
| Posizione | 5 | 8 | 14 | 11 | 12 | 12 | 13 | 10 | 12 | 12 | 9  | 11 | 12 | 12 | 13 | 11 | 12 | 13 | 14 | 15 | 16 | 16 | 13 | 13 | 13 | 11 | 13 | 13 | 13 | 13 | 13 | 10 | 10 | 10 |

Legenda:

Luogo: C = Casa; T = Trasferta. Risultato: V = Vittoria; N = Pareggio; P = Sconfitta.

### Statistiche dei giocatori
| Giocatore      | 2. Bundesliga | 2. Bundesliga | 2. Bundesliga | 2. Bundesliga | Coppa di Germania | Coppa di Germania | Coppa di Germania | Coppa di Germania | Totale   | Totale | Totale      | Totale     |
| Giocatore      | Presenze      | Reti          | Ammonizioni   | Espulsioni    | Presenze          | Reti              | Ammonizioni       | Espulsioni        | Presenze | Reti   | Ammonizioni | Espulsioni |
| -------------- | ------------- | ------------- | ------------- | ------------- | ----------------- | ----------------- | ----------------- | ----------------- | -------- | ------ | ----------- | ---------- |
| S. Appelkamp   | 26            | 3             | 1             | 0             | 1                 | 0                 | 0                 | 0                 | 27       | 3      | 1           | 0          |
| A. Bodzek      | 14            | 1             | 4             | 0             | 1                 | 0                 | 0                 | 0                 | 15       | 1      | 4           | 0          |
| R. Boženík     | 20            | 2             | 2             | 0             | 1                 | 0                 | 0                 | 0                 | 21       | 2      | 2           | 0          |
| D. Bunk        | 0             | 0             | 0             | 0             | 0                 | 0                 | 0                 | 0                 | 0        | 0      | 0           | 0          |
| K. Eisele      | 0             | 0             | 0             | 0             | 0                 | 0                 | 0                 | 0                 | 0        | 0      | 0           | 0          |
| N. Gavory      | 12            | 0             | 2             | 0             | 0                 | 0                 | 0                 | 0                 | 12       | 0      | 2           | 0          |
| D. Ginczek     | 9             | 3             | 1             | 1             | 0                 | 0                 | 0                 | 0                 | 9        | 3      | 1           | 1          |
| D. Gorka       | 0             | 0             | 0             | 0             | 0                 | 0                 | 0                 | 0                 | 0        | 0      | 0           | 0          |
| F. Hartherz    | 20            | 1             | 1             | 0             | 2                 | 0                 | 0                 | 0                 | 22       | 1      | 1           | 0          |
| R. Hennings    | 30            | 13            | 6             | 0             | 2                 | 2                 | 0                 | 0                 | 32       | 15     | 6           | 0          |
| A. Hoffmann    | 19            | 1             | 2             | 0             | 1                 | 0                 | 0                 | 0                 | 20       | 1      | 2           | 0          |
| E. Iyoha       | 17            | 1             | 0             | 0             | 0                 | 0                 | 0                 | 0                 | 17       | 1      | 0           | 0          |
| F. Kastenmeier | 28            | 0             | 0             | 1             | 2                 | 0                 | 0                 | 0                 | 30       | 0      | 0           | 1          |
| C. Klarer      | 31            | 3             | 4             | 0             | 2                 | 0                 | 0                 | 0                 | 33       | 3      | 4           | 0          |
| F. Klaus       | 23            | 1             | 2             | 0             | 2                 | 0                 | 0                 | 0                 | 25       | 1      | 2           | 0          |
| L. Koutrīs     | 12            | 0             | 1             | 0             | 1                 | 0                 | 0                 | 0                 | 13       | 0      | 1           | 0          |
| D. Kownacki    | 7             | 0             | 2             | 0             | 1                 | 1                 | 0                 | 0                 | 8        | 1      | 2           | 0          |
| T. Köther      | 1             | 0             | 1             | 0             | 0                 | 0                 | 0                 | 0                 | 1        | 0      | 1           | 0          |
| L. Lobinger    | 10            | 0             | 0             | 0             | 0                 | 0                 | 0                 | 0                 | 10       | 0      | 0           | 0          |
| D. Lovren      | 0             | 0             | 0             | 0             | 0                 | 0                 | 0                 | 0                 | 0        | 0      | 0           | 0          |
| M. Mansfeld    | 1             | 0             | 0             | 0             | 0                 | 0                 | 0                 | 0                 | 1        | 0      | 0           | 0          |
| K. Narey       | 31            | 8             | 2             | 0             | 2                 | 0                 | 0                 | 0                 | 33       | 8      | 2           | 0          |
| D. Nedelcu     | 10            | 0             | 3             | 0             | 1                 | 0                 | 0                 | 0                 | 11       | 0      | 3           | 0          |
| T. Oberdorf    | 18            | 0             | 4             | 0             | 2                 | 0                 | 1                 | 0                 | 20       | 0      | 5           | 0          |
| K. Ofori       | 0             | 0             | 0             | 0             | 1                 | 0                 | 0                 | 0                 | 1        | 0      | 0           | 0          |
| K. Peterson    | 27            | 1             | 2             | 1             | 1                 | 0                 | 0                 | 0                 | 28       | 1      | 2           | 1          |
| J. Piotrowski  | 28            | 1             | 6             | 0             | 2                 | 0                 | 0                 | 0                 | 30       | 1      | 6           | 0          |
| T. Pledl       | 5             | 0             | 0             | 0             | 0                 | 0                 | 0                 | 0                 | 5        | 0      | 0           | 0          |
| E. Prib        | 17            | 0             | 5             | 1             | 2                 | 0                 | 0                 | 0                 | 19       | 0      | 5           | 1          |
| D. Savic       | 0             | 0             | 0             | 0             | 0                 | 0                 | 0                 | 0                 | 0        | 0      | 0           | 0          |
| N. Shipnoski   | 11            | 0             | 0             | 0             | 1                 | 1                 | 1                 | 0                 | 12       | 1      | 1           | 0          |
| P. Sieben      | 2             | 0             | 0             | 0             | 1                 | 0                 | 0                 | 0                 | 3        | 0      | 0           | 0          |
| J. Siebert     | 0             | 0             | 0             | 0             | 0                 | 0                 | 0                 | 0                 | 0        | 0      | 0           | 0          |
| M. Sobottka    | 23            | 0             | 5             | 0             | 1                 | 0                 | 0                 | 0                 | 24       | 0      | 5           | 0          |
| A. Tanaka      | 29            | 1             | 3             | 0             | 1                 | 0                 | 0                 | 0                 | 30       | 1      | 3           | 0          |
| N. Touglo      | 0             | 0             | 0             | 0             | 0                 | 0                 | 0                 | 0                 | 0        | 0      | 0           | 0          |
| T. Uchino      | 2             | 0             | 0             | 0             | 0                 | 0                 | 0                 | 0                 | 2        | 0      | 0           | 0          |
| R. Wolf        | 7             | 0             | 0             | 0             | 0                 | 0                 | 0                 | 0                 | 7        | 0      | 0           | 0          |
| M. Zimmermann  | 28            | 3             | 0             | 0             | 1                 | 0                 | 0                 | 0                 | 29       | 3      | 0           | 0          |
| J. de Wijs     | 10            | 1             | 3             | 0             | 0                 | 0                 | 0                 | 0                 | 10       | 1      | 3           | 0          |